# 노이로제 가족
노이로제 가족(Neurosis Family)은 한국에서 제작된 서유민 감독의 1997년 드라마 영화이다. 강명식 등이 주연으로 출연하였다.

## 출연

### 주연
- 강명식
- 배혜란
- 조진영
- 신지훈

## 제작진
- 조명: 정진우
- 녹음: 홍수동
- 분장: 김용녀